# Christian Friedrich Hercher
Christian Friedrich Herch(g)er (* 14. Februar 1799 in Köstritz; † 11. März 1858 ebenda) war ein deutscher Gutsbesitzer und Politiker.

## Leben
Hercher war der Sohn des Schneidermeisters Johann Heinrich Hercher aus Köstritz und dessen Ehefrau Marie Elisabeth geborene Wurzsler. Hercher, der evangelisch-lutherischer Konfession war, heiratete am 21. Juli 1825 in Untermhaus Friederike Wilhelmine Hermann (* 20. September 1794 in Untermhaus; † 27. Juni 1871 in Köstritz), die Tochter des Materialkrämers Karl Gottlob Hermann in Untermhaus.
Hercher war Gutsbesitzer und Porzellanmaler in Köstritz.
Vom 2. Oktober 1848 bis zum 21. Dezember 1849 war er Mitglied im Landtag Reuß jüngerer Linie.